# Yamato, Kumamoto
Yamato (japanska: 山都町?, Yamato-chō) är en landskommun (köping) i Kumamoto prefektur i Japan.  
Kommunen bildades 2005 genom en sammanslagning av kommunerna Seiwa, Soyō och Yabe. 